# Aeranthes filipes
Aeranthes filipes är en orkidéart som beskrevs av Rudolf Schlechter. Aeranthes filipes ingår i släktet Aeranthes och familjen orkidéer. Inga underarter finns listade i Catalogue of Life.